# 拉布罗西尼耶尔战役
拉布罗西尼耶尔戰役（法語：Bataille de la Brossinière）發生於1423年9月26日，是百年戰爭中的一場戰役。
薩福克伯爵威廉·德拉波爾的兄弟約翰·德拉波爾爵士指揮的英國軍隊在對安茹進行掠奪後返回諾曼底，但在中途遭到戰鬥，最終慘敗，將近1,400人在戰鬥中喪生，300人在追擊中喪生，還有大概同等數量的傷員。